# Nikólaos Plastíras
Nikólaos Plastíras (en grec moderne : Νικόλαος Πλαστήρας) est un général de l’armée grecque et un homme politique, trois fois Premier ministre. Il passe à la postérité sous le surnom de « Cavalier Noir » (« O Μαύρος Καβαλάρης »). Il est né le 17 novembre 1881 (4 novembre julien) à Karditsa, en Grèce, et mort le 26 juillet 1953 à Athènes. Ses parents sont originaires de Morfovoúni (autrefois Vounési), un village dans la région des monts Agrafa, dans le nord-ouest de la Thessalie.

## Biographie

### Origines familiales et adolescence (1881-1903)
La famille Plastíras tire son origine de la région des monts Agrafa, une zone organisée en armatolik jouissant d'une certaine autonomie pendant la période ottomane et servant souvent de refuge à des groupes de rebelles. Les ancêtres de Nikólaos Plastíras s'étaient installés dans la ville de Karditsa, mais ils en furent chassés par les Turcs et furent obligés pour sauver leur vie de se réfugier de nouveau dans les montagnes d'Agrafa. Réfractaires au pouvoir local des Ottomans, ils intégrèrent rapidement les groupes d'insurgés grecs de cette région et prenaient part souvent aux attaques dirigées contre l'armée ottomane qui tentait de pénétrer dans cette région, en violation du traité d'autonomie de Tamasio signé le 10 mai 1525. Vers la fin du XVIIIe siècle, neuf frères de cette famille comptaient parmi les insurgés ou chefs de maquisards en lutte contre les Turcs. 
La Thessalie fut intégrée à l'État grec indépendant, à l'issue de la conférence de Constantinople du 24 février 1881 (10 février julien). La même année, le tailleur Chrístos Plastíras épousa à Karditsa Stylianí Karayiórgou, une jeune tisserande de la région. Leur fils, Nikólaos Plastíras, naquit le 17 novembre 1881 (4 novembre julien) dans la remise d'une misérable maison paysanne de Karditsa. On a longtemps cru que Plastíras était né en 1883, mais des recherches dans les archives du Tribunal de première instance de Karditsa ont mis au jour un acte daté du 3 mai 1905, qui rectifie son année de naissance ; car dans les registres d'état civil, son acte de naissance porte bien la date de 1881.
La famille appartenait à cette classe de métayers sans terre impitoyablement exploités par les grands propriétaires fonciers. Leur vie, à la fin du XIXe siècle, était marquée par une profonde misère, souvent sans aucun accès à l'instruction. Mais bien qu'illettrés et pauvres, les parents de Nikólaos Plastíras veillent à donner à leur fils une instruction au moins élémentaire, dans l'école grecque de Karditsa. 
Après la guerre gréco-turque de 1897, la Thessalie passe de nouveau sous pouvoir ottoman, avec un agha installé à Karditsa. L'école grecque doit fermer, et le jeune Plastíras perd environ une année scolaire. L'enfant a alors une altercation avec le fils de l'agha, et il doit se cacher pour échapper aux soldats de l'armée régulière turque qui le recherchent. Ses parents l'aident à s'évader à partir de Vólos, dissimulé dans les soutes d'un navire afin d'échapper aux contrôles des Turcs en haute mer. Inscrit au lycée Varvákeion d'Athènes, il y obtient de bons résultats. Après le retrait définitif des autorités ottomanes de Thessalie, l'adolescent revient à Karditsa auprès de ses parents, et parvient à achever ses études secondaires avec de bonnes notes.

### La carrière militaire
Au début du XXe siècle, seule l'armée offrait aux jeunes Grecs issus des milieux ruraux une possibilité d'échapper à la condition misérable des paysans, tout en ouvrant des perspectives brillantes de carrière. Animé de vifs sentiments patriotiques, et dans le climat de guerre qui prévaut en Grèce à cette époque, Nikólaos Plastíras, s'engage dans l'armée. Il est affecté au 5e régiment d'infanterie, à Larissa, avec le grade de caporal, en décembre 1903. Il est ensuite rapidement promu sergent puis sergent-major, manifestant, avec un grand sens de la discipline, tout l'intérêt qu'il porte à la formation militaire. 

#### Le combattant volontaire en Macédoine et en Épire (1907-1908)
On recrutait alors, dans plusieurs unités, des volontaires pour combattre en Macédoine et en Épire, régions qui étaient encore sous domination ottomane. La mission était secrète, et visait à encadrer, entraîner et renforcer moralement et matériellement les groupes de partisans insurgés. Plastíras se porte volontaire, et en avril 1907, il quitte le 5e régiment basé à Larissa pour se rendre dans sa ville natale de Karditsa afin d'y rencontrer des personnes de confiance. Dans le plus grand secret, il forme ainsi un groupe de volontaires, et franchissant la frontière gréco-turque de cette époque, il rejoint les rangs du « Capétan Agrafiotis », le lieutenant Charalámbos Papaghákis, en direction du lac de Giannitsá. Au sein de son groupe de militaires irréguliers, il participe à des actions armées contre les Turcs et contre les komitadjis bulgares. Il risque ainsi sa vie, mais considère qu'il est de son devoir d'aider ses compatriotes à se libérer du joug ottoman. Plastíras participe ensuite aussi aux combats en Épire, au sein d'organisations secrètes, à l'époque où les insurgés grecs n'entraient plus en conflit qu'avec l'armée régulière ottomane.

#### L'engagement contre le clientélisme (1908-1912)
À la fin de sa mission en Épire, Plastíras réintègre son unité du 5e régiment d'infanterie, et en 1908, se présente aux examens d'entrée à l'École des sous-officiers de Corfou. Il réussit très bien les épreuves mais n'est pas reçu ; car à cette époque, le Palais royal voulait contrôler les cadres de l'Armée, et on sélectionnait les élèves sous-officiers non pas au mérite, mais sur la recommandation d'un homme politique ou d'un militaire ; et Plastíras n'avait aucun appui dans ces milieux. Ce favoritisme privait l'Armée de cadres de valeur et au contraire y incorporait des éléments totalement inexpérimentés ; Plastíras participe alors à la fondation, en mai 1909, d'une « Ligue de sous-officiers » (Σύνδεσμος Υπαξιωματικών) issus de tous les corps de l'Armée grecque, ligue dont il devient le président ; elle regroupe un grand nombre de sous-officiers mécontents, et a le soutien de plusieurs haut-gradés, parmi lesquels le commandant Geórgios Karaïskákis, ami personnel de Plastíras, mais aussi Pángalos et Zymvrakákis. Visant à mettre fin à la corruption, aux passe-droits et aux ingérences du Palais, elle demande l'abrogation des critères d'appartenance politique dans les examens, dans les promotions et en général dans la carrière des cadres militaires. Plastíras propose avec insistance qu'on adopte le système des mutations, afin de permettre aux élèves issus d'une École militaire d'intégrer, sous certaines conditions, le corps des officiers. 
Il se présente ensuite de nouveau aux examens d'entrée à l'École des sous-officiers, en 1909, et est reçu. Aussitôt après ce qu'on a appelé le « coup de Goudi » et l'action de « la Ligue militaire » (Στρατιωτικός Σύνδεσμος) avec à sa tête Nikólaos Zorbás, un projet de loi est adopté qui assure l'évolution des sous-officiers dans la hiérarchie militaire. L'engagement de Plastíras en faveur de cette modernisation de l'armée a marqué le début de sa célébrité. 
Plastíras reste à l'École des sous-officiers de Corfou jusqu'en juillet 1912, et il se distingue par son application, et son amour de l'armée. Il termine sa formation militaire avec le grade de sous-lieutenant, et réintègre le 5e régiment d'infanterie, avec la fonction de chef de bataillon. C'est en cette qualité qu'il prend part aux campagnes des guerres balkaniques.

#### Le tacticien audacieux (1912-1913)
Après la victoire d'Elefthérios Venizélos aux élections du 24 mars 1912 (11 mars julien), la Grèce, qui avait accompli d'importants progrès dans la modernisation de l'État, et qui s'était équipée d'armements modernes, souhaitait intégrer la nouvelle alliance qui se dessinait entre les peuples des Balkans. À l'été 1912, la Serbie, le Monténégro, la Bulgarie et la Grèce décident de s'unir pour chasser les Ottomans sur le déclin des territoires de Macédoine, d'Épire et de Thrace, et forment la Ligue balkanique. La situation des populations chrétiennes de ces régions devenait très difficile : persécutions, fermetures d'écoles et autres mesures d'oppression contre les orthodoxes se multipliaient. 
Le 13 octobre 1912 (30 septembre julien), la Serbie, la Grèce et la Bulgarie demandent à l'Empire ottoman d'appliquer les réformes : le sultan refuse de promulguer des mesures en faveur des minorités ethniques chrétiennes. Le 17 octobre 1912 (4 octobre julien), la Porte déclare la guerre à la Serbie et à la Bulgarie. Et le 18 octobre suivant, la Grèce à son tour lui déclare la guerre. 
Le sous-lieutenant Plastíras est alors à Larissa, dans le 5e régiment d'infanterie, sous les ordres du commandant Konstantínos Papakyriázis. Son unité appartient à la 1re division de Thessalie qui est parmi les premières à affronter l'armée turque à Elassóna le 18 octobre, et dans les gorges du fleuve Sarantaporos, le 22 octobre 1912 (9 octobre julien). Cette 1re division est le fer de lance de l'attaque menée à Elassóna. À la tête de ses hommes, le sous-lieutenant Plastíras s'avance jusqu'aux lignes ennemies, tout près des retranchements où se tiennent les Turcs, s'éloignant ainsi sensiblement du cœur de l'attaque. Par un mouvement d'encerclement, il surprend la défense ennemie, qui doit abandonner ses positions. Ces initiatives de Plastíras se répètent dans les combats suivants, en particulier à la bataille de Giannitsa, le 1er novembre, consacrant son audace tactique et sa détermination. Sur le champ de bataille, Plastíras n'hésite pas à enfreindre les règles ou les ordres, ou à modifier la ligne d'un mouvement, pour mieux s'adapter aux circonstances particulières qui s'offrent à lui, quand une correction est rendue nécessaire par quelque impondérable. 
De telles initiatives qui lui sont propres sont vite connues de ses supérieurs ; ils les valident après coup, même lorsqu'elles ont un caractère peu orthodoxe. Lui-même veille à toujours conduire les opérations avec le moins de pertes humaines possible, ce qui inspire à ses hommes une grande confiance, en plus de l'affection et du respect qu'ils lui vouent. « Partout où il apparaissait, sa vue remplissait les soldats de courage et d'enthousiasme, ils percevaient sa présence comme une garantie et une protection », écrit un de ses biographes. C'est à cette époque que Plastíras acquiert le surnom de « Cavalier Noir » qui le suivra pendant toute sa carrière militaire et politique. Il avait en effet l'habitude de rester à cheval, même dans les phases les plus dangereuses des combats. Même si un cavalier, comme il le disait, est plus exposé aux tirs de l'ennemi, il a l'avantage évident (surtout quand il s'agit d'un officier à qui incombe le devoir de réussir une action) de connaître, d'une vue circulaire, la situation réelle sur le champ de bataille. 
Quant à l'épithète « noir », elle faisait allusion à l'impression que donnait son visage, où ressortait le regard perçant de ses yeux noirs encadrés par d'épais sourcils et de grosses moustaches. 

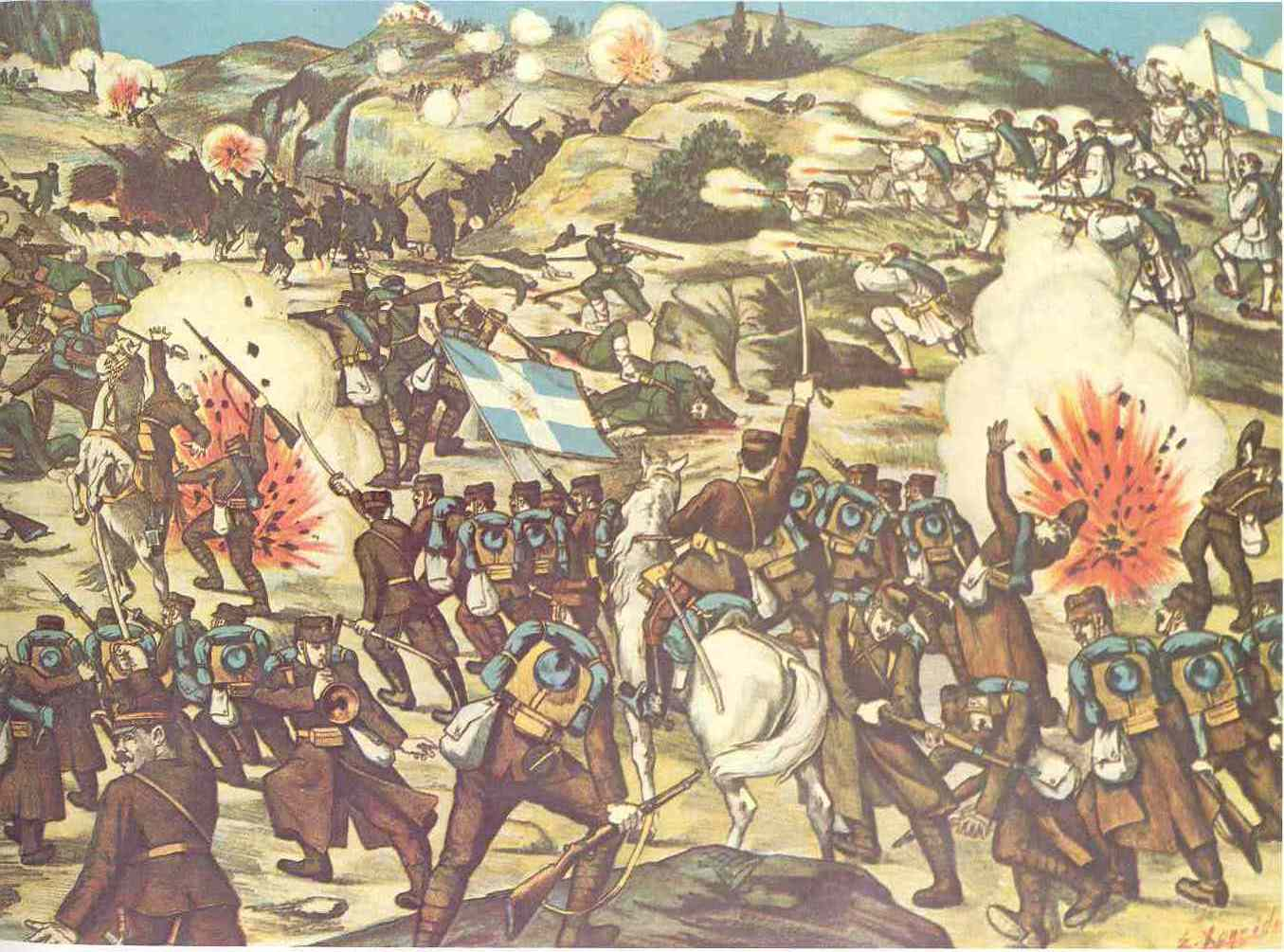
Lithographie de la bataille de Lachanas en 1913.

En juillet 1913, pendant la deuxième guerre balkanique, le sous-lieutenant Plastíras participe à la sanglante bataille de Lachanas, avec les forces grecques placées sous les ordres du général Manousogiannákis (en). La 1re division d'infanterie, à laquelle il appartient, est chargée avec la 6e division, d'attaquer les Bulgares. Ces derniers avaient l'intention d'avancer vers Thessalonique, après avoir neutralisé les Serbes. 
Au moment où se déroule l'attaque grecque, une violente contre-attaque bulgare enfonce dangereusement les lignes grecques, qui se replient de façon désordonnée. L'artillerie grecque doit cesser de tirer pour ne pas tuer ses propres soldats qui, dans la mêlée, essayent de contenir l'assaut ennemi. Plastíras et son bataillon se trouvent alors en première ligne, et risquent d'être rapidement encerclés ; ses troupes donnent déjà des signes d'épuisement. Il prend alors l'initiative de demander à l'officier Vérétas, responsable de l'artillerie, de « tirer en l'air, pour que les soldats entendent l'artillerie et reprennent courage », ajoutant : « C'est un ordre de Manoussogiannákis, c'est moi qui te l'annonce.» L'officier hésite un instant, puis l'artillerie se fait de nouveau entendre. L'état d'esprit des troupes change alors et peu après, la situation se renverse : l'infanterie grecque lance une contre-offensive ; Plastíras informe ensuite le général Manoussogiannákis de l'initiative qu'il vient de prendre. Ce dernier comprit l'opportunité de cette action, et lui donna raison. Par la suite, les supérieurs de Plastíras le félicitèrent tous, ayant déjà discerné la rapidité de ce jeune officier à concevoir et assimiler les plans stratégiques, et son sens élevé du devoir.

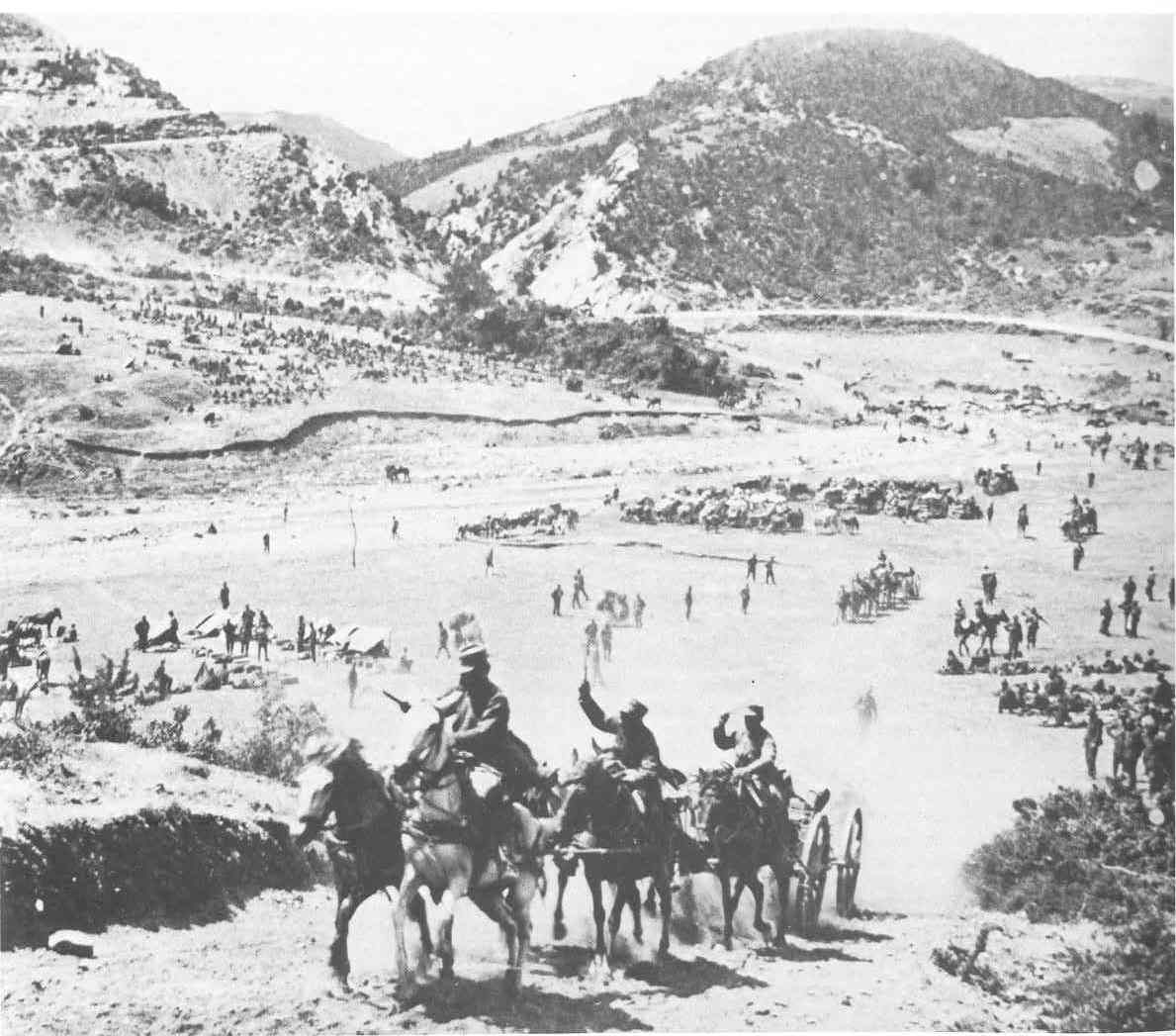
Artillerie grecque tirée par des chevaux dans les gorges de Kresna en 1913.

Quelque temps plus tard, sur le champ de bataille, l'infanterie grecque stabilise ses positions et reçoit le renfort d'unités venues de Kilkís. Les Bulgares reculent sur toute la ligne du front, se repliant dans les gorges de Kresna, où ils n'ont pas le temps d'organiser leur défense. Le bataillon de Plastíras entre le premier dans les gorges de Kresna, lui-même s'avançant à la tête des éclaireurs pour assurer leur passage. Après avoir poursuivi les bataillons bulgares et être parvenu à la sortie des gorges de Kresna, il envoie un messager annoncer à son régiment qu'il protège la sortie. Le quartier général, incrédule, exige une confirmation, qui lui est apportée. L'armée grecque franchit ainsi les gorges de Kresna sans difficulté, tout en continuant à repousser les Bulgares. À la fin des opérations sur le front bulgare, le 5e régiment de Plastíras revient à Trikala, lui-même est promu au grade de lieutenant, et peu après, sur proposition de ses supérieurs, au grade de capitaine, « pour ses actions d'éclat ».

#### L'épisode de l'Épire du Nord (1913-1915)
Détaché sur l'île de Chios, Plastíras apprend que l'Épire du nord, sur décision des Grandes Puissances, a été octroyée à l'Albanie, en vertu du traité de Florence de décembre 1913, et ce, malgré la vive opposition de la Grèce. En même temps, un mouvement autonomiste se développe dans cette région sous la conduite de Geórgios Christákis-Zográfos. En patriote fervent, Plastíras se rend à Athènes pour y rencontrer un jeune officier militaire, son ami Stéfanos Saráfis (en), et convaincre d'autres collègues de leur régiment de les suivre en Épire du nord ; il organise une mission militaire pour soutenir le mouvement de Zográfos et le défendre contre les attaques de l'armée albanaise. Mais, craignant les réactions de l'Italie et de l'Autriche, le gouvernement grec n'encourageait pas ce mouvement autonomiste, et n'autorisait pas l'envoi de soldats dans cette région. Le lieutenant-colonel Papakyriázis, qui commande le 5e régiment de Plastíras, notifie donc à ce dernier un ordre d'arrestation émanant du général de division. Mais Plastíras n'est pas arrêté : dans ses Souvenirs historiques, Stéfanos Saráfis raconte que « pendant les guerres balkaniques, Plastíras était sous les ordres de Papakyriázis, mais en réalité, c'était Plastíras qui dirigeait le régiment », tant il jouissait de l'estime et de la confiance des troupes ; et « il n'aurait eu qu'un mot à dire pour que tout le régiment le suive. » Après la signature du protocole de Corfou en mai 1914, l'Épire du nord obtient une certaine autonomie et le mouvement de Zográfos cesse son action.

#### Le partisan déclaré de Venizélos (1913-1917)
À la fin des guerres balkaniques, en août 1913, le 5e régiment de Plastíras prend ses quartiers sur l'île de Chios. Plastíras y reste deux ans, établissant la carte d'état-major qui servira par la suite pour la fortification et la défense de cette île. Il collabore étroitement avec les autorités locales, et noue des liens d'affection avec les habitants de l'île. La municipalité de Chios le fait citoyen d'honneur, et donne le nom de Plastíras à une rue de la ville. Dans plusieurs lettres de remerciements aux autorités de cette île, il exprime sa gratitude et le souvenir ému de la vaillance des soldats originaires de Chios qui ont servi dans son unité.
En octobre 1915, l'attaque de la Serbie par la Bulgarie, et la démission forcée, pour la deuxième fois, de Venizélos, suscitent l'inquiétude au sein d'une partie de l'armée : les officiers, opposés à la politique complaisante du roi Constantin à l'égard des Allemands, craignent que la Grèce perde Thessalonique et la Macédoine. En partisan déclaré d'Elefthérios Venizélos, Plastíras noue alors des contacts avec les groupes d'officiers anti-royalistes, d'abord à Leucade puis à Athènes. La participation de haut gradés de l'armée à ces groupes qui se multiplient un peu partout en Grèce, l'encourage bientôt à adhérer au Comité de Défense nationale, formé d'hommes politiques et de militaires favorables à l'entrée en guerre de la Grèce aux côtés des forces de l'Entente. À l'origine de ce comité, encouragé par le général Sarrail, commandant en chef des Armées alliées d'Orient, se trouvent, entre autres, Aléxandros Zánnas (el), Periklís Argyrópoulos, et Epaminóndas (ou Pamíkos) Zymvrakákis (el). À la fin de 1915, ce comité ne compte qu'environ 280 à 300 officiers sur un total de 4500, et demeure d'abord secret.
En août 1916, Plastíras et plusieurs autres officiers (parmi lesquels Tertikas, Totsikas, et Anagnostos) rendent visite à Venizélos à son domicile d'Athènes. Ils lui manifestent leur soutien et l'interrogent pour savoir s'ils doivent intégrer l'armée française qui se trouvait déjà à Thessalonique. Venizélos les dissuade d'abandonner leur poste dans l'armée grecque, et les encourage à nouer des contacts secrets avec le colonel Fikióris et le général Ioánnou (en), afin que tous se tiennent prêts à soutenir l'initiative imminente qu'il compte prendre en Macédoine. Porteur des lettres et des instructions de Venizélos, Plastíras effectue alors plusieurs déplacements, à Larissa, à Trikala, à Patras, sur l'île de Leucade et de Corfou, pour rallier au Comité de Défense nationale un grand nombre d'officiers supérieurs de l'armée. Lui-même s'embarque avec son régiment, au sein de la division Archipel, à bord de l'Erissos ; tous arrivent à Thessalonique le 30 septembre 1916 (17 septembre julien). Quelques jours plus tard, Venizélos rejoint lui aussi Thessalonique, et met en place son Gouvernement provisoire de Défense nationale. 
À ce Gouvernement provisoire, il faut une armée : le capitaine Plastíras est parmi les premiers à s'engager. Il est bientôt chargé de la mission d'installer Aléxandros Zánnas comme Gouverneur civil de Katerini. Il part à la tête de deux cents hommes, mais rencontre une vive résistance des forces royalistes sur le pont du Vardar. Pour éviter l'accrochage et ne pas faire de victimes parmi les soldats grecs, il contourne le pont et choisit de traverser le lac de Giannitsá, au prix de graves difficultés. Il parvient ainsi à installer Aléxandros Zánnas à Kateríni, sans rencontrer de résistance. 
Promu au grade de commandant, Plastíras est ensuite nommé Gouverneur militaire de Chios, où il demeure d'octobre 1916 à avril 1917. Après cette date, la division Archipel, à laquelle appartient Plastíras, est incorporée aux forces alliées sur le front de Macédoine d'abord dans le secteur de Monastir, puis affectée à l'attaque du fort de Skra-di-Legen.

#### La bataille de Skra-di-Legen (mai 1918)
Point stratégique et culminant du front bulgare, Skra-di-Legen est une position fortifiée réputée imprenable : la configuration naturelle du terrain offre des pentes abruptes, des cimes inaccessibles, entre lesquelles s'ouvrent des ravins, des zones infranchissables et des rochers à nu. À ces défenses naturelles s'ajoutent une fortification militaire et de nombreux ouvrages défensifs : profonds retranchements, abris et barbelés. Les forces germano-bulgares qui occupent là des positions dominantes disposent d'un point de contrôle et d'observation très important. Pour les états-majors des forces alliées, la prise de Skra-di-Legen était un préalable indispensable à la rupture du front de Macédoine. 
Les forces grecques, récemment constituées, souffrent de nombreuses insuffisances ; elles alignent cependant les divisions Archipel, Serrès et Crète, renforcées par une artillerie franco-anglaise. Plastíras se trouve à la tête du 3e bataillon, au sein du 6e régiment de la division Archipel. La bataille commence le 29 mai 1918 (16 mai julien) ; 430 canons bombardent continuellement les fortifications ennemies pour les détruire avant l'attaque. Le lendemain, les forces grecques sont chargées de prendre Skra ; le bataillon de Plastíras est au centre de l'attaque, en première ligne. Il progresse par des mouvements rapides accompagnés de bonds continuels et peu académiques qui créent un effet de surprise ; il s'approche ainsi des positions ennemies, et parvient à franchir les sept lignes de défense successives des Bulgares, sur une profondeur de 1 500 mètres. Il attaque l'ennemi sur le flanc, l'encercle et fait 150 prisonniers bulgares avec leurs officiers. Cependant l'artillerie anglaise tire encore sur des positions tenues à présent par Plastíras. Il envoie alors au commandement allié ce message urgent : « Suis arrivé au terme de mon objectif. Artillerie alliée tire sur ma ligne. Ordonnez immédiatement cessez-le-feu. Ennemi bat en retraite en désordre. Nécessité lancer poursuite pour exploiter succès. » Cette réussite suscite la joie et l'optimisme, tant dans la division Archipel qu'au sein de l'état-major allié. Les plans élaborés pour l'attaque de Skra-di-Legen étaient atteints.
La brèche ouverte dans les lignes ennemies par le bataillon de Plastíras et son régiment a joué un rôle décisif dans la victoire finale, comme l'ont reconnu le général de division Ioánnou et le général français Guillaumat, général en chef des forces alliées, qui déclara : « La victoire de Skra est aussi glorieuse que la prise de Mort-Homme avant Verdun ». Plastíras fut félicité par ses supérieurs, et le général Ioannou proposa sa promotion au grade de lieutenant-colonel, « pour acte de bravoure ». Deux jours plus tard, Elefthérios Venizélos en visite sur le front salue en Plastíras « l'homme dont les soldats français parlent avec admiration ». 
Poursuivant leur pénétration vers le nord et la Serbie, le 6e régiment grec et les troupes anglaises prennent Stroumitsa en septembre 1918. Le chef d'état-major des armées alliées, le général Franchet d'Espèrey, ordonne alors la fin des combats sur le territoire de la Bulgarie. L'unité de Plastíras transfère son stationnement à Sari-Saban (l'actuelle Chrysoúpoli) en novembre 1918 près du régiment 5/42 d'Evzones avec lequel il allait se trouver bientôt sur un autre front.

#### L'expédition d'Ukraine (1919)
À la fin du mois de novembre 1918, le 6e régiment d'infanterie de Plastíras fait route vers Sari-Saban : une marche épuisante de plus de dix jours sous la pluie et le froid, avec des hommes affaiblis par la grippe espagnole, fait 112 morts dans ses rangs. À Sari-Saban (Chrysoúpoli), Plastíras prend le commandement du 42e régiment d'Evzones communément désigné comme régiment 5/42. Ce régiment de la « vieille Grèce » était indiscipliné, composé de soldats fanatiquement royalistes et animés de sentiments de haine à l'égard des vénizélistes. Il s'était rendu coupable de désordres et de vols aux dépens de la population. Mais Plastíras va s'attacher à le réorganiser : il l'entraîne, l'équipe d'armes et de matériel, et y forge peu à peu cet esprit de corps et cette fierté d'evzones qui vont en faire une des meilleures unités combattantes.   
Le 15 janvier 1919 (2 janvier julien), Elefthérios Venizélos annonce sa décision de prendre part à l'expédition d'Ukraine, à la demande de Georges Clemenceau. Ce dernier souhaite que la Grèce soutienne avec ses divisions les forces alliées qui doivent débarquer en Ukraine pour combattre les Bolchéviks aux côtés des Armées blanches. Le gouvernement grec et l'armée sont convaincus que participer à l'expédition d'Ukraine permettra ensuite à la Grèce de revendiquer ses droits sur la Thrace orientale, Smyrne et l'Asie mineure. Les divisions I, II et XIII, soit près de 24 000 hommes, sont placées sous le commandement du général Konstantínos Níder (en). 
Avant le départ pour l'Ukraine, Plastíras entreprend d'expliquer à son régiment les motifs de cette expédition : il ne rencontre qu'indifférence, hostilité et même menaces, avec des cas graves d'indiscipline : car ce régiment n'a pas la culture militaire ni le désir d'affronter les hasards d'une guerre pour un gouvernement qui s'est opposé au roi.

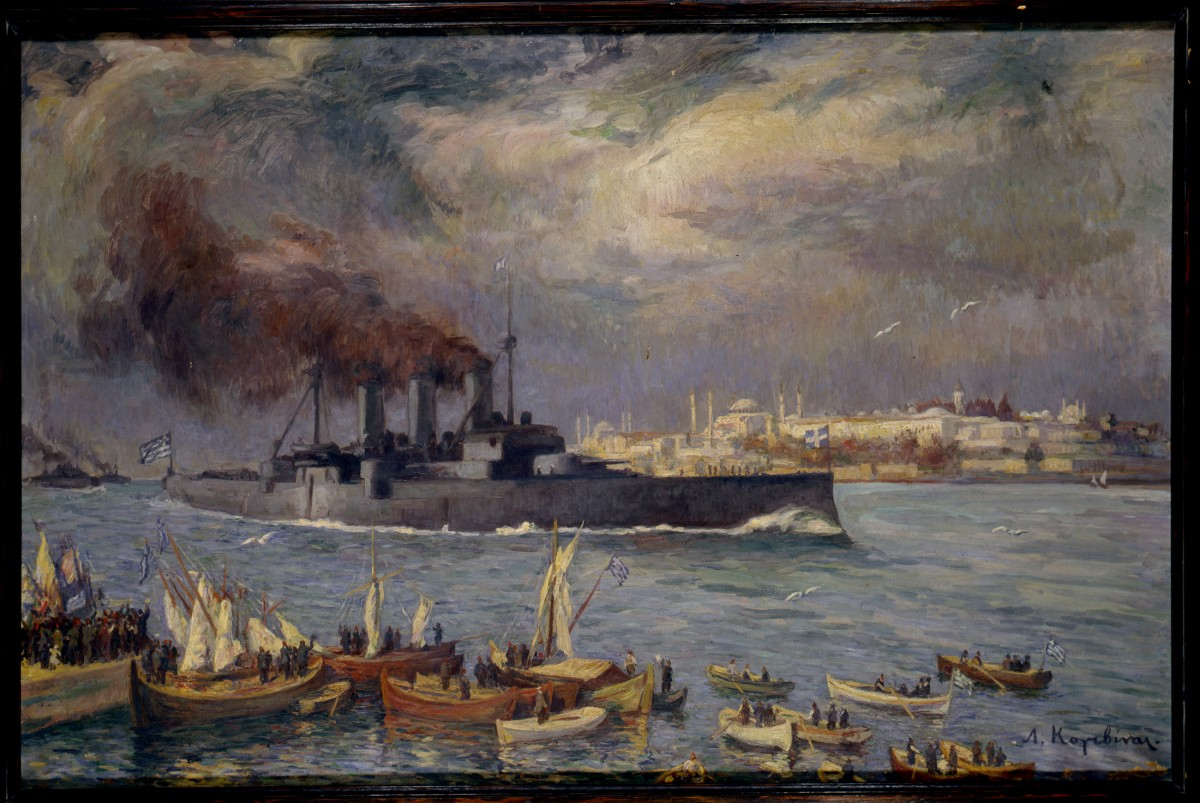
Tableau du croiseur cuirassé Averoff devant Constantinople et Sainte-Sophie, en 1919.

Le départ des trois divisions grecques a lieu en février 1919 à partir du port d'Eleuthères en Macédoine. Plastíras et les hommes du régiment 5/42 s'embarquent sur un navire de ligne russe, l'« Empereur Nicolas ». Arrivés à Constantinople, face à Sainte-Sophie, les hommes sont sur le pont et une profonde émotion étreint tous les cœurs ; Plastíras demande aux clairons d'interpréter le salut au drapeau ; en face d'eux, le croiseur cuirassé Georgios Averoff qui est au mouillage joue l'hymne national grec tandis que de nombreuses embarcations escortent les nouveaux arrivants avec des vivats et des cris d'enthousiasme. Sur tous les navires, képis, toques, fez et mouchoirs volent en l'air en signe de joie. Le lendemain matin, tout Constantinople salue de nouveau le départ de l'« Empereur Nicolas », avec des drapeaux grecs qui s'agitent aux fenêtres. Quelques jours plus tard, le navire arrive à Odessa, où vivent plus de 20 000 Grecs. Le régiment de Plastíras et les autres unités grecques sont placés sous le commandement du général d'Anselme. Au printemps 1919, les forces grecques reçoivent l'ordre de prendre la ville de Kherson, ce qu'elles font ; mais l'hostilité des habitants et les combats avec les Bolchéviks les obligent à se replier en Bessarabie. Trois autres villes précédemment conquises, Berezovska, Cerbka et Sébastopol, doivent à leur tour être abandonnées au prix de pertes sévères. Quand le front de Berezovska est enfoncé, en mars 1919, l'armée française perd sa cohésion et recule, mettant en grand danger les troupes grecques qui risquent plusieurs fois l'encerclement et l'anéantissement. Des désertions se produisent, les équipages de trois navires de guerre français se mutinent, et mettent leurs officiers en état d'arrestation. Une mutinerie se produit aussi, à une moindre échelle, dans les troupes grecques ; des soldats sont alors arrêtés et renvoyés en Grèce. Les Bolchéviks prennent villes et villages avec l'appui des populations locales. Le régiment de Plastíras et le 3e régiment de Geórgios Kondýlis obtiennent pourtant quelques succès : ils gardent le contrôle de la station de chemin de fer de Kremydovska et repoussent une attaque des Bolchéviks. Après un dernier repli à Buyalik, Plastíras protège la route de la retraite et empêche l'encerclement du quartier général. Quelques jours plus tard, l'expédition quitte Odessa, et franchit le pont du Dniepr le 29 mars 1919, à la frontière roumaine, mettant un terme à une guerre qui s'achève sans gloire. Plastíras qui a combattu continuellement sans ménager ses forces ni sa santé, et qui a cheminé pendant des jours sous la pluie et dans les tempêtes de neige, connaît à cette époque les premières atteintes de la tuberculose dont il va souffrir toute sa vie. À l'issue de cette expédition, il est promu colonel, « pour acte de bravoure » et devient ainsi, à 38 ans, le plus jeune militaire de ce grade.

#### En Asie mineure (1919-1922)

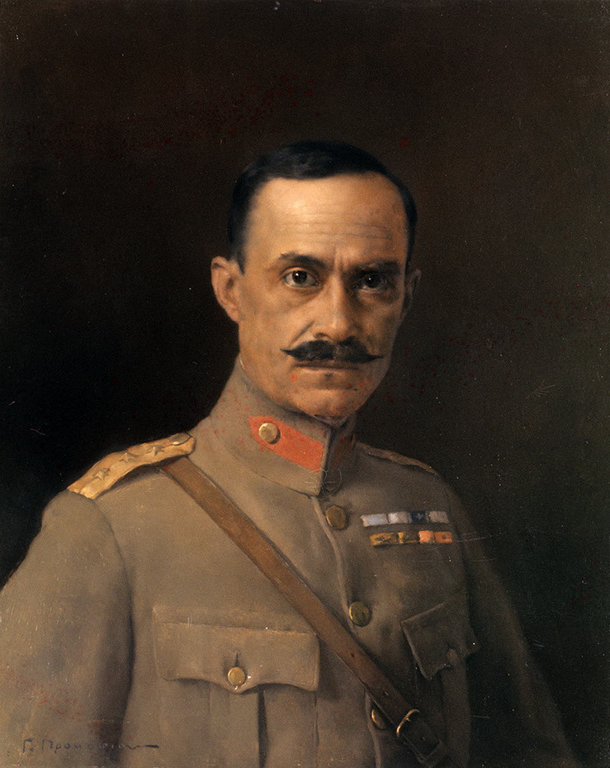
Portrait de Nikólaos Plastíras en 1921, par Geórgios Prokopíou.

##### La progression de l'armée grecque (1919-1921)
Après l'armistice de Moudros d'octobre 1918, les forces de l'Entente contrôlent l'Empire ottoman vaincu. Elefthérios Venizélos qui participe à la conférence des vainqueurs à Paris obtient des Alliés un mandat pour le débarquement de forces armées grecques à Smyrne : il s'agit de faire respecter les termes de l'armistice et d'assurer la protection des populations chrétiennes, Grecs hellènes, Grecs raïas et Arméniens surtout, contre les exactions des nationalistes turcs irréguliers. Le débarquement de la Ier division grecque à Smyrne a lieu le 15 mai 1919. Celle-ci est renforcée, le 3 juillet suivant, par les IIe et XIIIe divisions, comprenant le régiment 5/42 de Plastíras.

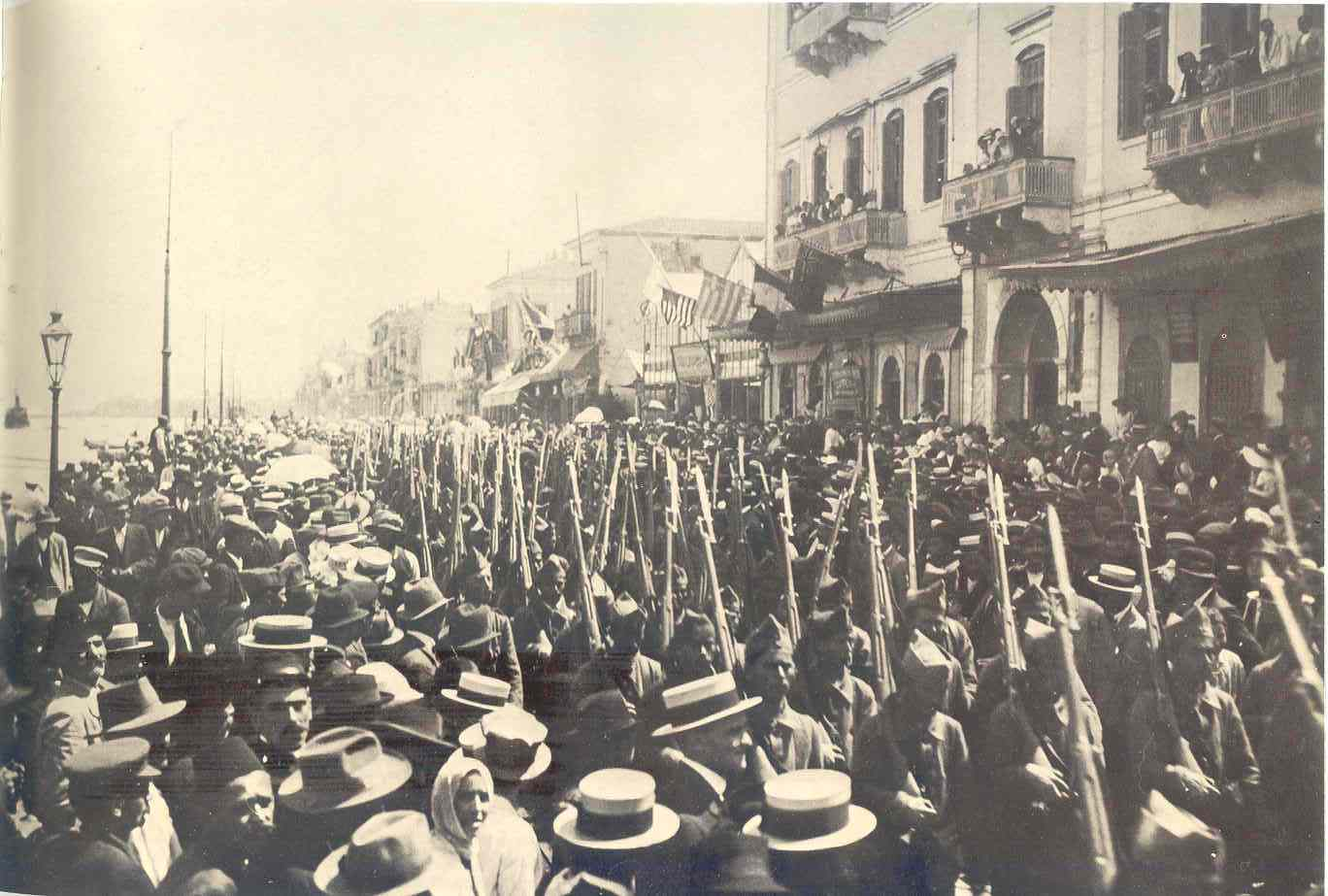
L'armée grecque défilant dans Smyrne, en mai 1919.

Le régiment de Plastíras s'installe d'abord à Bournova, bourgade suburbaine de Smyrne, puis rapidement dans la région de Magnésie. Conformément aux objectifs du Haut-Commissariat grec et de Venizélos, il s'agit de renforcer la coopération et la coexistence des différentes populations dans cette région. Plastíras y parvient par une double action, à la fois militaire et socio-culturelle. Il prend d'abord de sévères mesures pour assurer la protection des biens et des personnes contre les attaques des nationalistes turcs et des tchétés, ces bandes de brigands qui pillaient et tuaient sans merci. Les tchétés pénétraient souvent en groupes dans la région de Magnésie et suscitaient des conflits. Avec des unités de soldats spécialisés, il les pourchasse jusqu'à leurs bases, détruit leurs repaires et coupe leur ravitaillement. Dans les périodes de calme, il veille à maintenir son régiment prêt à répondre à toute mission de maintien de l'ordre, par des exercices et un entraînement intensif. Ses mesures de politique sociale visent à apporter assistance aux populations, sans discrimination de nationalité ou de religion ; en collaboration avec les autorités politiques locales et les associations existantes, il assure des programmes de subsistance et de protection de la santé, et fonde à Magnésie un orphelinat où sont recueillis des enfants sur lesquels il veille personnellement : lui-même en adopte trois qu'il envoie chez ses parents à Karditsa. Il organise également des concours d'athlétisme, pour entretenir le moral de ses troupes mais aussi pour divertir la population et rapprocher les communautés chrétienne et musulmane ; il encourage certains athlètes de son régiment à concourir même à l'étranger. Des jurys distribuent des prix aux vainqueurs qui se distinguent au lancer du disque, du poids, du javelot et à la course.  
Cependant les opérations militaires s'intensifient contre les tchétés à partir de mars 1920. Plastíras les combat près de Sitzirli, et élimine les foyers d'insurrection à Belen-dagh. Mais les rebelles turcs attaquent le village de Papazli où ils massacrent la population grecque. Leur violence s'accroît ; le régiment 5/42 réussit à les anéantir ponctuellement, mais l'armée grecque n'est pas autorisée à dépasser la ligne de démarcation de la zone qu'elle contrôle ; au-delà de cette zone, les tchétés se reconstituent sans cesse et reprennent leurs raids. Devant les protestations des officiers et l'inquiétude qui gagne toute l'armée grecque, le 7 mai 1920 (24 avril julien) les Alliés l'autorisent enfin à dépasser de 3 km cette ligne de démarcation, afin de pourchasser les rebelles jusqu'à leurs bases. Le 23 juin 1920 (10 juin julien), l'état-major grec décide alors de faire une incursion jusqu'à Axari (Ak-Hissar), le centre d'opérations des rebelles turcs. Le régiment 5/42 applique les plans de Plastíras ; il a tôt fait de battre l'ennemi, jusque sur les hauteurs fortifiées d'Axari ; il vient de parcourir 40 km en quelques heures, et pénètre le premier dans la ville, devançant le général Ioánnou d'un jour : c'est cette rapidité fulgurante et cette fougue irrésistible qui vaut ce jour-là au régiment de Plastíras, de la part des Turcs, le surnom de « Seïtan Asker » (l'armée du Diable).

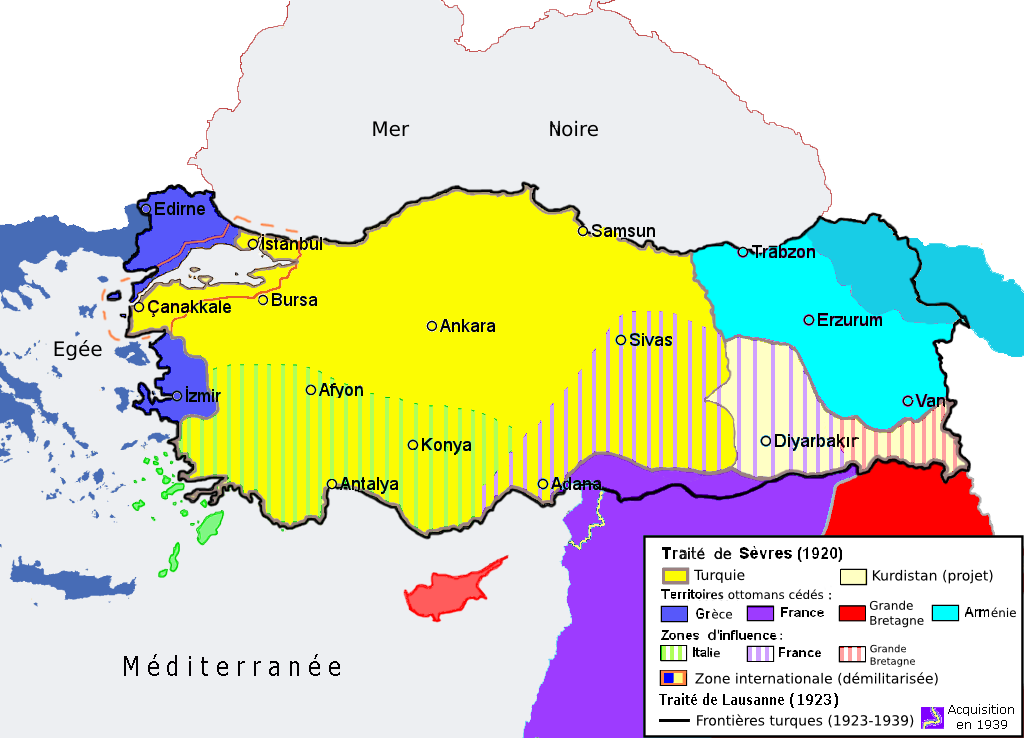
L'empire ottoman redécoupé par le traité de Sèvres de 1920.

Les succès se multiplient ensuite : le régiment 5/42 oblige les Turcs à reculer à Balıkesir ; l'état-major décide une nouvelle opération pour s'emparer de Philadelphia, Panormos (actuelle Bandirma) et Prussa, toujours avec la participation du régiment de Plastíras. L'armée des nationalistes de Mustapha Kemal recule sur tous les fronts. Ayant achevé de nettoyer les poches de résistance turque, Plastíras stationne pendant deux mois dans la région de Susurluk-Kepsut. Le 10 août 1920 (28 juillet julien) est signé le traité de Sèvres : Plastíras réunit son régiment pour en expliquer les clauses, dans une atmosphère de liesse patriotique, car les soldats voient dans ce traité le couronnement de leurs efforts. 
Mais les élections perdues par Elefthérios Venizélos en novembre 1920 marquent un tournant pour l'armée grecque en Asie mineure : tout le haut commandement et de très nombreux officiers supérieurs sont remplacés par des militaires royalistes, naguère réformés, et qui sont inexpérimentés. Une crise majeure s'ouvre au sein de l'armée, avec des répercussions jusque sur le front où les déboires ne vont pas tarder. Plastíras aurait dû lui aussi être mis en disponibilité en tant que partisan de Venizélos ; mais les officiers et les soldats du régiment 5/42 refusent son remplacement, ainsi que la XIIIe division qui menace de se rebeller ; Plastíras lui-même, qui ne veut pas d'une sinécure, annonce qu'il démissionnera s'il est mis en disponibilité. Il est finalement maintenu à son poste. 
Pendant l'offensive de printemps, en mars 1921, Plastíras participe aux combats épiques d'Eskişehir et d'Uşak où il parvient, au terme de plusieurs jours de marche à travers les forêts et les sommets enneigés du Hassan Dédé, à frapper l'armée turque par l'arrière, avec ses evzones à cheval. Les Turcs sont défaits, laissant sur le terrain 800 morts et 200 prisonniers ; mais c'est une victoire à la Pyrrhus pour l'armée grecque, qui déplore de lourdes pertes : le général Digenís qui félicite Plastíras pour son audace le trouve pleurant la mort de ses fantassins et officiers. 
La grande offensive d'été commence en juillet 1921. Les troupes grecques progressent et occupent Afyonkarahisar, Kütahya et Eskişehir, que les Turcs ont évacués. Plastíras brise la résistance rencontrée à Akin et Seyitgazi, et parvient à contrôler la route qui va d'Eskisehir à Ankara. 

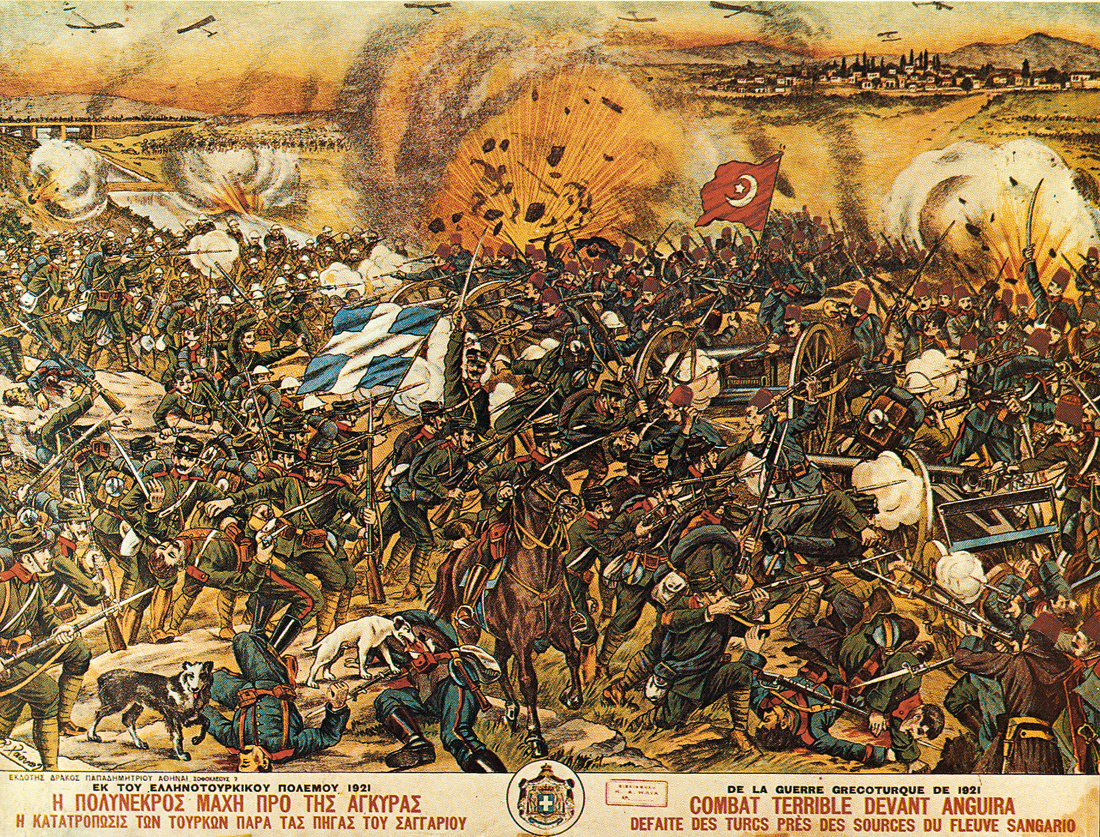
Le corps à corps dans la bataille de la Sakarya.

À partir du 14 août 1921 (1er août julien), l'armée grecque reprend sa progression en Anatolie ; elle parvient face à une ligne de défense turque bien fortifiée, et s'apprête à livrer la bataille de la Sakarya, à l'est du fleuve du même nom. Le combat le plus sanglant a lieu le 26 août 1921, à l'extrémité sud-est du front, pour la prise de Kale-Groto. Cette position stratégique est une éminence qui domine le fleuve comme une sorte d'énorme rocher dénudé, entaillé de ravins, d'où les Turcs fauchent les assaillants sous le feu croisé de leurs mitrailleuses lourdes. Les régiments qui tentent d'approcher de Kale-Groto sont repoussés les uns après les autres. Plastíras reçoit l'ordre de lancer à son tour une nouvelle attaque ; avec son régiment d'evzones au complet, gagnant mètre après mètre, et dans des affrontements sanglants qui durent jusqu'au soir, et s'achèvent au corps à corps, à la pointe des baïonnettes, il réussit à occuper le sommet de Kale-Groto où il plante le drapeau grec. Ayant perdu le contact avec les unités grecques à l'arrière, le bruit court alors qu'il fait partie des nombreux officiers tués et cette information erronée est même publiée en Grèce dans les journaux, soulevant une profonde émotion.

##### La retraite d'Asie mineure (1922)
Mais les lourdes pertes provoquées dans les deux camps par la sauvagerie des combats durant les trois semaines de cette bataille de la Sakarya marquent un tournant ; les deux armées se replient ; l'armée grecque revient à sa base de départ, à l'ouest de la ligne Eskişehir-Afyonkarahisar-Smyrne. De septembre 1921 à juin 1922, elle s'enlise, en proie à une dramatique déliquescence morale.

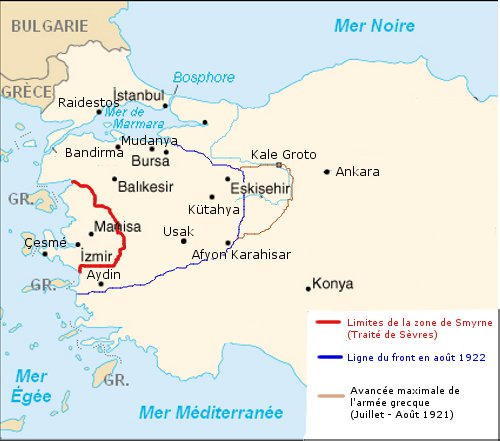
Zone de Smyrne sous administration grecque et ligne du front en août 1922.

Dans son régiment, Plastíras est un des rares à faire régner la cohésion, l'obéissance et le sens du devoir. On adjoint à ce régiment des unités d'artillerie et de cavalerie, et cet ensemble composite est affecté, sous le nom de « brigade mixte Plastíras » au 1er corps d'armée comme force auxiliaire d'intervention rapide. Elle entre en action au matin du 26 août 1922 (13 août julien) quand les Turcs déclenchent leur offensive dans la région d'Afyonkarahisar. Tandis que les tranchées sont déjà désertées, que plusieurs régiments n'obéissent plus aux ordres et fuient vers le sud sans se battre, la brigade de Plastíras, « ferme, disciplinée, inébranlable comme un roc », se jette dans la bataille. Sur la hauteur 1310 d'Hassan-Bel, à Erikmen, il tient en échec le commandant turc Resat Bey qui, humilié par cette inflexible résistance d'une poignée d'evzones, se tire une balle dans la tête. 
Dans les jours suivants, l'armée grecque évacue ses positions : la brigade mixte de Plastíras est chargée de couvrir la retraite de plusieurs unités en se plaçant à l'arrière-garde. Malgré les lourdes pertes subies et le transport de nombreux blessés, Plastíras lance plusieurs contre-attaques ; dans la région de Kapaklar-Uşak, sur les hauteurs de Ak Tas, il utilise la ruse contre un ennemi supérieur en nombre et en armement, permettant au groupe du général Frángou (en) de battre en retraite en sécurité vers Philadelphia. Partout, il recueille les soldats isolés, incorpore les déserteurs ou les petits groupes d'unités en déroute. Sur les chemins, c'est l'exode de dizaines de milliers de Grecs déracinés qui fuient par peur d'être massacrés par les Turcs, et cherchent à accéder au chemin de fer qui mène à Smyrne. Le 4 septembre 1922 (22 août julien), dans la gare de Philadelphia, il découvre que les convois en partance pour Smyrne sont déjà remplis d'insoumis et de déserteurs, tandis que les milliers de réfugiés, femmes, enfants et vieillards ne peuvent trouver place dans le train. Au QG du général Frángou on avoue être impuissant à faire descendre du train des soldats qui se moquent des ordres et répondent avec effronterie. Plastíras aligne alors un peloton de soldats braquant leur fusil le long des wagons, et exige que l'ordre d'évacuation soit exécuté : les récalcitrants sont menacés d'être fusillés sur-le-champ. Les wagons se vident aussitôt dans le calme, sans la moindre protestation. Plastíras y fait monter les réfugiés, et ordonne que les soldats insoumis rejoignent les unités combattantes. Dans la confusion et le chaos, chacun avait compris que Plastíras savait rétablir l'ordre et imposer son autorité. Surtout, un indéfectible attachement va désormais le lier aux Grecs d'Asie mineure ; son nom à lui seul suffisait à leur apporter un gage de salut.

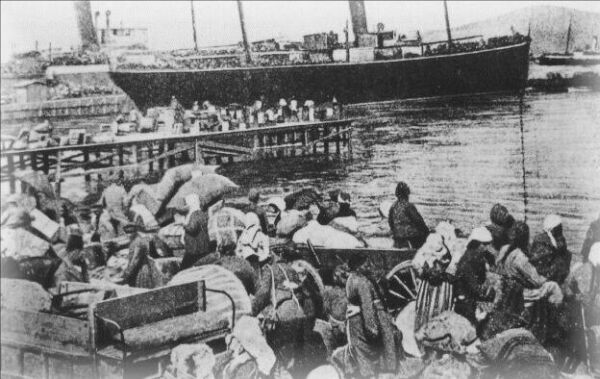
Des réfugiés de Smyrne, en 1922.

À l'ouest de Philadelphia, la gare de Salihli ne devait surtout pas tomber aux mains des Turcs, afin que le train puisse continuer à acheminer les réfugiés vers Smyrne. Conduits personnellement par Plastíras, qui se bat un revolver à la main, les evzones de son régiment mènent dans cette ville un combat de rues particulièrement âpre qui se prolonge toute la nuit ; ils avancent maison par maison et finissent par repousser les Turcs. À l'heure où tout semble perdu, où l'armée grecque bat en retraite, seul le détachement de Plastíras demeure à l'arrière, pour protéger le départ des réfugiés qui affluent, toujours plus nombreux pour échapper aux massacres.
Ayant reçu l'ordre d'éviter Smyrne et de faire route vers le port de Çeşme, où se trouve la flotte grecque, Plastíras arrive à Kasaba le 7 septembre 1922 (25 août julien). En accord avec d'autres officiers, il demande à l'état-major de l'armée une division de dix mille hommes pour organiser une défense rudimentaire afin de contenir la progression de l'armée turque qui les harcèle, et sauver la vie des populations grecques en détresse : on le lui refuse. Cette défense, il l'organise donc tout seul, avec ce qui reste de la XIIIe division, avec le régiment 5/42 et sa brigade. Tandis que les Turcs entrent dans les faubourgs de Smyrne, Plastíras couvre la retraite des dernières unités grecques. Le 11 septembre 1922 (29 août julien) il arrive à Urla sans jamais cesser de se battre pour repousser les attaques ennemies. La nouvelle des atrocités commises par les Turcs à Bournova et à Gülbahçe (en) soulève un vent de panique ; l'épuisement des hommes s'ajoute aux rumeurs effrayantes qui courent. Plastíras reçoit cependant l'ordre d'attendre le passage de toutes les unités en retraite. Au col de Zeytinli, il fortifie sa position pour empêcher le passage de la cavalerie turque ; il laisse le flot des réfugiés continuer sa marche sous la protection d'une compagnie de ses hommes, et engage une bataille qui dure tout un jour et se prolonge toute la nuit. L'assaut des Turcs, mené sur trois côtés simultanément, est violent. Mais les hommes de Plastíras résistent, et infligent de lourdes pertes à l'ennemi qui finit par se retirer. La tête de Plastíras est alors mise à prix, 20 000 livres d'or, et s'il est capturé vivant, 40 000 livres. Celui que les Turcs appellent Kara Piper, « le poivre noir », est recherché, mais en vain, dans la foule des prisonniers grecs entassés dans les camps. Le 14 septembre 1922 au soir, après avoir neutralisé les dernières attaques turques, et recueilli des foules de réfugiés terrorisés, il parvient au port de Çeşme : son régiment arrive le dernier, après toute l'armée grecque, pour un embarquement prévu le lendemain, à destination de l'île de Chios.

#### La révolution pour«sauver la Grèce»(1922)
Plastíras et les hommes de son régiment (qui ont refusé de le quitter) s'embarquent le 16 septembre 1922 sur le navire Tinos mais à destination de l'île de Lesbos : ce changement imprévu de destination est un ordre du Premier ministre Triantaphyllákos qui vise à isoler Plastíras, car le gouvernement royaliste craint un coup d'État. Plastíras exige cependant du capitaine du Tinos de faire route vers Chios, et malgré les tirs de semonce contre ce navire, il rejoint à Chios le reste de l'armée grecque. L'ampleur sans précédent de la catastrophe d'Asie mineure a créé pour le gouvernement une situation intenable : dans l'opinion publique comme dans l'armée, la colère gronde contre le roi, les ministres et les généraux jugés responsables du désastre ; l'inquiétude se développe sur l'extension du conflit en Thrace où la menace turque est manifeste ; et l'incurie du gouvernement soulève l'indignation au vu des centaines de milliers de réfugiés sans toit, qui meurent victimes de la faim et des épidémies. 
Devant ce qui apparaît comme une tragédie nationale, l'armée de terre et la marine grecque dans leur grande majorité veulent un changement de régime. Le 22 septembre 1922 (9 septembre julien) Plastíras prend la tête d'un Comité révolutionnaire, d'abord réduit à trois membres, puis élargi à cinq ; le mouvement, connu sous le nom de révolution du 11 septembre 1922 (date du calendrier julien) est officiellement proclamé à Chios avec pour mot d'ordre : « Sauver la Grèce ». Son Comité exécutif comprend Stylianós Gonatás, Nikólaos Plastíras et Dimítrios Fokás (el). Le 25 septembre 1922 (12 septembre julien) au matin, les flottes appareillent de Chios et de Mytilène, et le débarquement des unités militaires a lieu le lendemain dans les ports de Lávrio et de Rafína (en Attique). Le soir du 26 septembre, le Premier ministre Triantaphyllákos donne sa démission, et peu après, sur l'insistance de Plastíras, le roi Constantin Ier de Grèce abdique. Le 28 septembre, l'armée grecque défile en bon ordre dans Athènes, tandis que Plastíras à cheval aux côtés de Gonatás et de Fokás reçoit un accueil enthousiaste de la population. 

##### Le gouvernement
Bien qu'il soit l'homme fort de la révolution, Plastíras souhaite former un gouvernement civil, composé de personnalités modérées. Le nouveau roi Georges II accepte par serment la liste de ce gouvernement le 30 septembre. Le Premier ministre pressenti, Aléxandros Zaḯmis, étant à l'étranger, c'est Sotírios Krokidás qui assure cette fonction par intérim. Mais à l'approche du procès des Six, le gouvernement britannique exerce sans relâche des pressions pour sauver la vie des accusés, mais aussi pour saper l'autorité de Plastíras et entamer la cohésion de son gouvernement : il parvient à ses fins puisqu'Alexandre Zaïmis finit par refuser le poste de premier ministre et que le gouvernement tout entier de Sotírios Krokidás démissionne le 26 novembre 1922 (13 novembre julien). Le lendemain, un gouvernement militaire lui succède, avec Stylianós Gonatás comme Premier ministre. Dans une entrevue demeurée célèbre avec sir Francis Lindley, Plastíras ne se laisse pas impressionner par la menace d'une rupture des liaisons diplomatiques avec la Grande-Bretagne : il lui rappelle sèchement que « la Grèce a vu le massacre et le déracinement de ses populations, et son territoire amputé et livré à ses ennemis, de la part de ses propres alliés ». Le 28 novembre 1922, le Tribunal militaire rend son verdict dans le Procès des six : il condamne pour haute trahison et fait fusiller six généraux ou hommes politiques royalistes jugés responsables de la défaite. Pour apaiser les passions, Plastíras signe ensuite, le 19 janvier 1923 (6 janvier julien), un décret d'amnistie de tous les crimes et délits. 

##### La politique économique et sociale
Il s'agit à présent d'éviter le chaos et les épidémies que suscite l'afflux des réfugiés plongés dans le plus total dénuement. La loi du 4 décembre 1922 permet la réquisition de 8 000 logements vacants, ainsi que la cohabitation obligatoire de plusieurs familles dans les grandes demeures. Plastíras s'attache aussi à coordonner les équipes de secours et à mobiliser tout le personnel médical de Grèce. L'aide aux réfugiés s'organise grâce à la Société des Nations et sous la direction d'Henry Morgenthau. Le 27 janvier, Plastíras lance un appel à l'aide internationale pour un programme d'alimentation, d'hébergement et d'assistance médicale auquel participent entre autres la Croix-Rouge, American Near East Relief, et YMCA. En visite en Grèce, le représentant de la Société des Nations accorde un emprunt d'un million de livres sterling pour les réfugiés. Le redressement économique de la Grèce est une priorité, mais le Trésor public est exsangue. La révolution de Plastíras réforme donc le système fiscal, en créant un impôt sur les fortunes mobilières et immobilières.    
Le calendrier julien est abandonné le 16 février 1923, ce jour-là devenant le 1er mars.
Poursuivant la politique menée par Venizélos de 1917 à 1920, Plastíras abolit le système des métairies : pour cause d'utilité publique, il exproprie les grands propriétaires fonciers, sans indemnisation, et distribue leurs domaines aux cultivateurs sans terres et aux réfugiés. La loi sur les « réquisitions pour l'installation agricole des réfugiés » entre en vigueur par décret du ministère de l'Agriculture le 23 juillet 1923. Les grands domaines de Thessalie, de Macédoine, ainsi que les terres du Péloponnèse données jadis au roi Constantin, sont ainsi distribués à des centaines de milliers d'agriculteurs et d'éleveurs. Quant aux réfugiés venus des centres urbains d'Asie mineure, Plastíras veille à les installer dans les secteurs du commerce, de l'industrie et de l'artisanat des villes.

##### Questions militaires

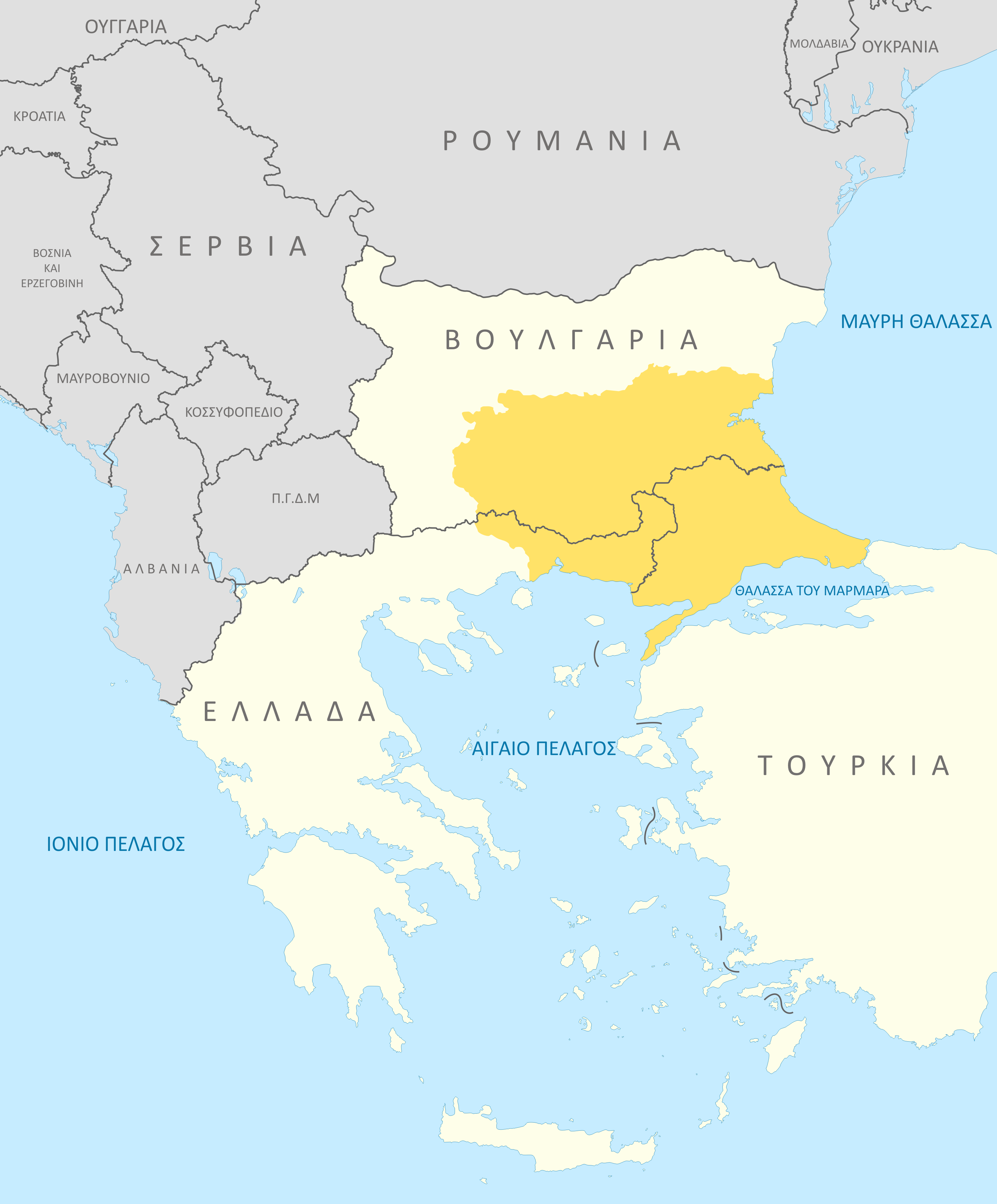
La Thrace orientale, en territoire turc, à l'est de la frontière avec la Bulgarie et la Grèce.

L'armée est reconstituée ; elle n'était plus qu'un ensemble informe de fugitifs sans équipements, elle est à présent une armée de 115 000 hommes, sans exemption ni passe-droit, animés par l'esprit de discipline, grâce à la réorganisation mise en œuvre par son général en chef, Theódoros Pángalos. En stationnant sur la rive ouest de l'Hèbre, cette armée devient un moyen de pression pour les représentants de la Grèce dans les négociations qui se déroulent à Lausanne. Mais le général Theódoros Pángalos, ainsi que le commandant de la flotte, Aléxandros Chatzikyriákos (en), ne se résignent pas à la perte définitive de la Thrace orientale, et tentent de fomenter une contre-révolution. Plastíras convoque alors un Conseil de guerre à Thessalonique, et en juin 1923, convaincu d'activités subversives au sein de l'armée, Pángalos démissionne. Il est remplacé au poste de général en chef de l'armée par Periklís Pierrákos Mavromichális, tandis qu'Aléxandros Mazarákis (en) devient chef d'État-major. En juillet 1923, Plastíras s'assure que la discipline et l'unité sont restaurées dans l'armée, et dès la signature du traité de Lausanne, le 24 juillet 1923, il entame une démobilisation progressive, « en fonction de celle qui sera opérée en Turquie ».

##### Restitution du pouvoir
Plastíras souhaite à présent rendre le pouvoir aux civils et restaurer définitivement en Grèce la légalité parlementaire. Le 10 août 1923, il convoque à Thessalonique un Conseil militaire afin d'obtenir l'accord des généraux quant à l'organisation de nouvelles élections législatives. Il entame des contacts avec tous les dirigeants des partis politiques, mais échoue à mettre en place une coalition nationale qui se présenterait aux élections en vue d'instaurer un régime républicain. Son conseiller politique, Geórgios Papandréou rédige le texte de la loi électorale, et le 16 octobre 1923, est signé le décret annonçant les élections législatives pour le 2 décembre suivant, en même temps que sont levées totalement la censure de la presse et la loi martiale. Mais la fatigue aggrave l'état de santé de Plastíras : atteint de tuberculose, il souffre en permanence d'une fièvre élevée et d'hémoptysie, ce qui l'oblige à s'installer en convalescence à Lykóvrysi, dans la banlieue nord d'Athènes. C'est le moment que choisissent des militaires royalistes pour tenter un coup d'État contre-révolutionnaire, dans la nuit du 22 au 23 octobre 1923. Mais l'insurrection est un échec. De très nombreuses organisations, les syndicats de la Confédération des Travailleurs et la population apportent leur soutien à Plastíras dans un grand rassemblement sur la place Omónia. Le 27 octobre, le général Gargalídis (en), un des insurgés, est contraint de se rendre sans condition, tandis qu'Ioánnis Metaxás, l'instigateur en sous-main de ce coup d'État, s'enfuit en Italie. Par décision en date du 9 novembre, au moins 1 284 officiers royalistes sont écartés de l'armée, et le 15 novembre, les responsables de l'insurrection sont condamnés devant un tribunal militaire. La question de l'abolition de la monarchie se pose alors avec acuité : les plus intransigeants des militaires la réclament immédiatement dans leur pétition, tandis que Plastíras et Venizélos se prononcent pour un référendum sur cette question, après les élections législatives. Celles-ci sont repoussées au 16 décembre 1923 : le Parti libéral (tendance de Venizélos) et l'Union démocratique d'Aléxandros Papanastasíou remportent respectivement 250 et 120 sièges sur 397. Devant ce résultat qui désavoue massivement la monarchie, le roi Georges II est contraint de quitter la Grèce le 19 décembre. Cédant à la demande générale, Venizélos accepte, le 24 décembre, de rentrer d'exil. L'Assemblée nationale nouvellement élue se réunit le 2 janvier 1924 : Plastíras y prononce une importante allocution, où il fait le bilan de l'action de la révolution, et comme il s'y était engagé, abandonne le pouvoir. Le gouvernement de Stylianós Gonatás démissionne. Le même jour, Plastíras met fin à sa carrière militaire en démissionnant de l'armée.

#### Le guetteur jamais las (1924-1926)
Après une séparation émouvante avec Elefthérios Venizélos, Plastíras quitte Athènes pour se reposer quelque temps dans son village natal de Karditsa, et s'occuper des cinq orphelins qu'il a adoptés dans les régions dévastées par la guerre ; il s'agit de Kyriakoúla, originaire de Macédoine, d'Aléxandros, venu de Thrace, et de María, Lýdia et Yánnis recueillis en Asie mineure. Son état de santé exigeant des soins, Plastíras est admis dans un sanatorium à Schatzalp, près de Davos en Suisse, grâce à Ánna Melá-Papadopoúlou (en), qui mérita le surnom de Mère du soldat. Mais, « jamais las de guetter dans l'ombre la lueur de l'espérance », il entame une correspondance suivie avec tous ses amis, s'intéressant surtout aux problèmes économiques de la Grèce, et à l'installation des réfugiés ; il s'inquiète de l'intransigeance de certains militaires, à présent élus députés, et demande à être averti en cas de situation grave en Grèce, toujours prêt à apporter son concours au pays pour œuvrer à son redressement. Lorsque, le 13 avril 1924 un referendum valide la proclamation de la République hellénique et la fin de la dynastie des Glücksbourg en Grèce, Plastíras exprime sa satisfaction dans un télégramme au Premier ministre Aléxandros Papanastasíou : « Nous sommes enfin délivrés d'un régime bâtard dont notre nation a souffert, écrit-il. Un siècle entier sous cette institution bâtarde a épuisé le malheureux peuple grec en le portant aux extrémités partisanes. » Dans une lettre au même datée du 11 mai 1924 à Paris, Plastíras le met en garde contre sa collaboration avec les militaires, et particulièrement Theódoros Pángalos : « Je ne te cache pas que je considère comme une grave erreur la création d'un nouveau ministère pour Pángalos qui, c'est à noter, amènera plus de problèmes que d'avantages. Je souhaite que l'avenir me donne tort. » Le 31 mai 1924, l'Assemblée nationale propose la promotion honorifique de Plastíras et de Gonatás au grade de général de division pour services rendus à la patrie en tant que chefs de la révolution de 1922. Froissé dans son patriotisme désintéressé et le principe moral qui fut toujours le sien du dévouement sans aucune contrepartie, Plastíras répond dans une lettre : « Je ne veux laisser à aucun Grec l'impression que, ne serait-ce qu'indirectement, j'ai réussi à obtenir une récompense.[...] Moralement, ils me font incroyablement tort.» Mais l'Assemblée vote la promotion à l'unanimité et proclame les deux hommes « dignes de la Patrie ».

### Carrière politique

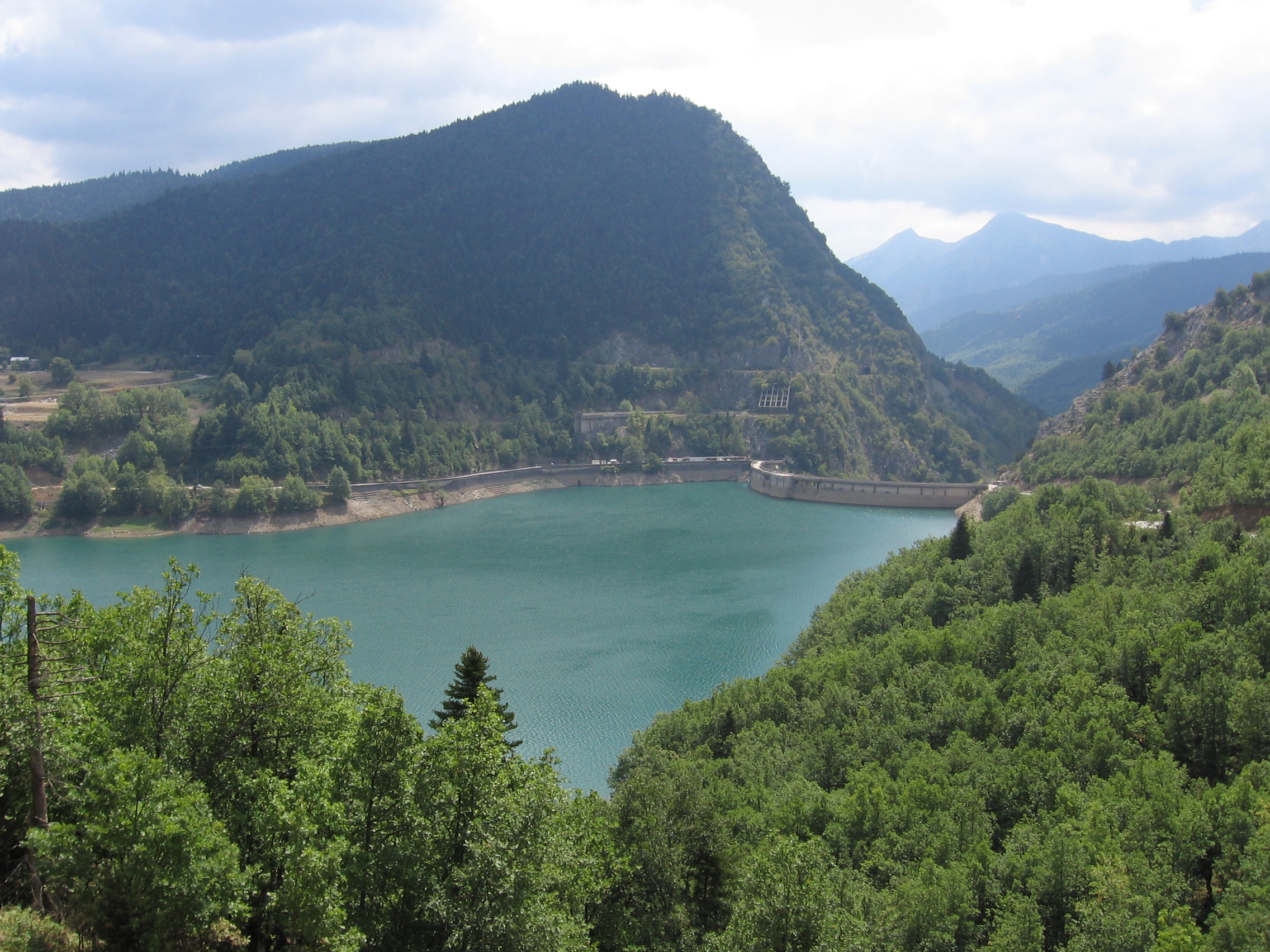
Le lac Plastíras et le barrage.

Plastíras a servi le royaume de Grèce en tant que Premier ministre trois fois en 1945, 1951 et 1952. Pendant ses mandats, Plastíras a surveillé la construction du barrage à Tavropos (Megdovas). Le lac et le barrage (en) s'appellent maintenant Plastíras. La majorité du travail sur ces deux projets a été effectuée par les habitants des Agrafa eux-mêmes, connus sous le nom d'Agrafiotes, et a fourni une poussée économique importante à la région. Le barrage était un facteur principal dans l'électrification et la modernisation de la Grèce. L'électricité qu’il produit approvisionne le nord de la Grèce continentale. Le lac Plastíras fournit de l'eau pendant toute l'année pour les habitants des Agrafa et une source d'irrigation pour fermiers des plaines de Thessalie. L'investissement du général Plastíras dans sa région natale a transformé les Agrafa, autrefois une des régions les plus pauvres et les plus isolées de Grèce, en une région touristique de montagnes qui rivalisent avec les régions alpestres en Europe de l'Ouest. 
Plastíras est mort en 1953 à Athènes.